# Lijst van voetbalinterlands Denemarken - Verenigde Staten
Deze lijst van voetbalinterlands is een overzicht van alle officiële voetbalwedstrijden tussen de nationale teams van Denemarken en de Verenigde Staten. De landen speelden tot op heden drie keer tegen elkaar. De eerste ontmoeting, een vriendschappelijke wedstrijd, werd gespeeld in Tempe op 30 januari 1993. Het laatste duel, eveneens een vriendschappelijke wedstrijd, vond plaats op 25 maart 2015 in Aarhus.

## Wedstrijden
| № | Plaats | Datum            | Competitie        | Wedstrijd                     | Uitslag |
| - | ------ | ---------------- | ----------------- | ----------------------------- | ------- |
| 1 | Tempe  | 30 januari 1993  | Vriendschappelijk | Verenigde Staten – Denemarken | 2 – 2   |
| 2 | Aarhus | 18 november 2009 | Vriendschappelijk | Denemarken – Verenigde Staten | 3 – 1   |
| 3 | Aarhus | 25 maart 2015    | Vriendschappelijk | Denemarken – Verenigde Staten | 3 – 2   |

## Samenvatting
| Competitie        | Totaal gespeeld | Winst Denemarken | Gelijk | Winst Verenigde Staten | Doelsaldo Denemarken – Verenigde Staten |
| ----------------- | --------------- | ---------------- | ------ | ---------------------- | --------------------------------------- |
| Vriendschappelijk | 3               | 2                | 1      | 0                      | 8 − 5                                   |
| Totaal            | 3               | 2                | 1      | 0                      | 8 − 5                                   |

Wedstrijden bepaald door strafschoppen worden, in lijn met de FIFA, als een gelijkspel gerekend.

## Details

### Eerste ontmoeting
| Vriendschappelijk (Tempe, Verenigde Staten, 30 januari 1993): |              | |
| Verenigde Staten | 2 – 2        | Denemarken |
| Bruce Murray 59' Joe-Max Moore 87' | goals        | 26' Mark Strudal 85' Jakob Kjeldberg |
| Bora Milutinović | bondscoach   | Richard Møller Nielsen |
| Tony Meola Fernando Clavijo 78' Marcelo Balboa Mike Lapper Paul Caligiuri 46' Janusz Michallik Bruce Murray Chris Henderson 46' Joe-Max Moore Peter Vermes 46' Dominic Kinnear | opstellingen | Kim Brodersen 60' Claus Christiansen Marc Rieper Jes Høgh Brian Jensen 20' Michael Nielsen 87' Brian Kaus Kim Vilfort Brian Steen Nielsen 70' Mark Strudal Lars Elstrup |
| Desmond Armstrong 46' Cobi Jones 46' Jean Harbor 46' Alexi Lalas 78' | wissels      | 20' Stig Tøfting 60' Jakob Kjeldbjerg 70' Søren Andersen 87' Lars Højer Nielsen                                                                                         |
| | gele kaarten | ??' Stig Tøfting |
| - Debuut van Kim Brodersen (Lyngby BK), Søren Andersen, Stig Tøfting (Aarhus GF), Michael Nielsen (BK Frem), Brian Kaus en Lars Højer Nielsen (FC København) voor Denemarken.  |              | |

### Tweede ontmoeting
| Vriendschappelijk (Aarhus, Denemarken, 18 november 2009): |              | |
| Denemarken | 3 – 1        | Verenigde Staten |
| Johan Absalonsen 47' Søren Rieks 52' Martin Bernburg 55' | goals        | 26' Jeff Cunningham |
| Morten Olsen | bondscoach   | Bob Bradley |
| Thomas Sørensen Lars Jacobsen Per Krøldrup Simon Kjær Michael Lumb Christian Poulsen 46' Daniel Jensen 46' Jakob Poulsen Martin Jørgensen 79' Jesper Grønkjær 46' Morten Rasmussen 35' | opstellingen | Brad Guzan Frankie Hejduk 70' Jonathan Spector 70' Carlos Bocanegra Jonathan Bornstein 61' Stuart Holden Ricardo Clark 61' Michael Bradley Benny Feilhaber 80' Jozy Altidore 61' Jeff Cunningham |
| Martin Bernburg 35' 89' William Kvist 46' Søren Rieks 46' Johan Absalonsen 46' Jesper Bech 79' Thomas Enevoldsen 89'                                                                   | wissels      | 61' Eddie Johnson 61' Robbie Rogers 61' Edgar Castillo 70' Clarence Goodson 70' Jimmy Conrad 80' Dax McCarty                                                                                     |
| - Debuut van Michael Lumb (Aarhus GF) voor Denemarken. |              | |

### Derde ontmoeting
| Vriendschappelijk (Aarhus, Denemarken, 25 maart 2015): |              | |
| Denemarken | 3 – 2        | Verenigde Staten |
| Nicklas Bendtner 33' Nicklas Bendtner 83' Nicklas Bendtner 90+1' | goals        | 19' Jozy Altidore 66' Aron Jóhannsson |
| Morten Olsen | bondscoach   | Jürgen Klinsmann |
| Stephan Andersen Nicolai Boilesen 52' Erik Sviatchenko Simon Kjær Daniel Wass Jakob Poulsen 46' Michael Krohn-Dehli 78' William Kvist Christian Eriksen 46' Nicklas Bendtner Lasse Vibe 74' | opstellingen | Nick Rimando Greg Garza 80' Michael Orozco Timothy Chandler 46' Fabian Johnson 67' Gyasi Zardes Michael Bradley John Anthony Brooks 46' Alejandro Bedoya 67' Aron Jóhannsson Jozy Altidore |
| Thomas Delaney 46' Anders Christiansen 46' Simon Poulsen 52' Martin Braithwaite 74' Lasse Schöne 78' Kasper Schmeichel Jonas Lössl Mathias Jørgensen Lars Jacobsen Kian Hansen              | wissels      | 46' Brek Shea 46' Alfredo Morales 67' DeAndre Yedlin 67' Rubio Rubin 80' Ventura Alvarado William Yarbrough Daniel Williams Tim Ream Miguel Ibarra Julian Green                            |
| William Kvist 25' Anders Christiansen 85' | gele kaarten | 36' Greg Garza 78' Jozy Altidore 89' Ventura Alvarado |
| - Debuut van Erik Sviatchenko (FC Midtjylland) voor Denemarken. - Debuut van Ventura Alvarado (Club América) voor de Verenigde Staten.                                                      |              | |

DBU · A-internationals · Selecties · Bondscoaches · Deens vrouwenelftal · Olympisch elftal · Denemarken U21 · Denemarken U20 · Denemarken U19 · Denemarken U18 · Denemarken U17 · Denemarken U16 · Vrouwen U17
1908 – 1919 ·
1920 – 1929 ·
1930 – 1939 ·
1940 – 1949 ·
1950 – 1959 ·
1960 – 1969 ·
1970 – 1979 ·
1980 – 1989 ·
1990 – 1999 ·
2000 – 2009 ·
2010 – 2019 ·
2020 − 2029
EK's: 1964 · 
1984 · 
1988 · 
1992 · 
1996 · 
2000 · 
2004 · 
2012 · 
2020 · 
2024
WK's: 1986 · 
1998 · 
2002 · 
2010 · 
2018 · 
2022
OS: 1908 · 
1912 · 
1920 · 
1948 · 
1952 · 
1960 · 
1972 · 
1992 · 
2016
1908 · 
1909 · 
1910 · 
1911 · 
1912 · 
1913 · 
1914 · 
1915 · 
1916 · 
1917 · 
1918 · 
1919 · 
1920 · 
1921 · 
1922 · 
1923 · 
1924 · 
1925 · 
1926 · 
1927 · 
1928 · 
1929 · 
1930 · 
1931 · 
1932 · 
1933 · 
1934 · 
1935 · 
1936 · 
1937 · 
1938 · 
1939 · 
1940 · 
1941 · 
1942 · 
1943 · 
1944 · 
1946 · 
1947 · 
1948 · 
1949 · 
1950 · 
1952 · 
1952 · 
1953 · 
1954 · 
1955 · 
1956 · 
1957 · 
1958 · 
1959 · 
1960 · 
1961 · 
1962 · 
1963 · 
1964 · 
1965 · 
1966 · 
1967 · 
1968 · 
1969 · 
1970 · 
1971 · 
1972 · 
1973 · 
1974 · 
1975 · 
1976 · 
1977 · 
1978 · 
1979 · 
1980 · 
1981 · 
1982 · 
1983 · 
1984 · 
1985 · 
1986 · 
1987 · 
1988 · 
1989 · 
1990 ·
1991 · 
1992 · 
1993 · 
1994 · 
1995 · 
1996 · 
1997 · 
1998 · 
1999 · 
2000 · 
2001 · 
2002 · 
2003 · 
2004 · 
2005 · 
2006 · 
2007 · 
2008 · 
2009 · 
2010 · 
2011 · 
2012 · 
2013 · 
2014 · 
2015 · 
2016 · 
2017 · 
2018 ·
2019 ·
2020 ·
2021 ·
2022 ·
2023
Albanië ·
Algerije ·
Argentinië ·
Armenië ·
Australië ·
België ·
Bermuda ·
Bosnië en Herzegovina · 
Brazilië ·
Bulgarije ·
Canada ·
Chili ·
Cyprus ·
DDR ·
Duitsland ·
Ecuador ·
Egypte ·
Engeland ·
Estland ·
Faeröer · 
Finland · 
Frankrijk ·
Gambia ·
Georgië ·
Ghana ·
Gibraltar ·
GOS ·
Griekenland ·
Honduras ·
Hongarije ·
Hongkong ·
Ierland ·
IJsland ·
Indonesië ·
Iran ·
Israël ·
Italië ·
Japan ·
Joegoslavië ·
Kameroen ·
Kazachstan ·
Kosovo · 
Kroatië · 
Letland ·
Liechtenstein ·
Litouwen ·
Luxemburg ·
Malta ·
Marokko ·
Mexico ·
Moldavië · 
Montenegro · 
Nederland ·
Nederlandse Antillen ·
Nigeria ·
Noord-Ierland ·
Noord-Macedonië ·
Noorwegen ·
Oekraïne ·
Oostenrijk ·
Panama ·
Paraguay ·
Peru ·
Polen ·
Portugal ·
Roemenië ·
Rusland ·
San Marino ·
Saoedi-Arabië ·
Schotland ·
Senegal ·
Servië ·
Singapore ·
Slovenië ·
Slowakije ·
Sovjet-Unie ·
Spanje ·
Suriname ·
Thailand ·
Togo · 
Tsjechië ·
Tsjecho-Slowakije ·
Tunesië · 
Turkije · 
Uruguay ·
Verenigde Arabische Emiraten ·
Verenigde Staten ·
Wales ·
Wit-Rusland ·
Zuid-Afrika ·
Zuid-Korea ·
Zweden ·
Zwitserland
Argentinië (1995) · 
Australië (2018) ·
Australië (2022) · 
België (2021) · 
Duitsland (1992) · 
Duitsland (2012) · 
Engeland (2021) · 
Finland (2021) · 
Frankrijk (2002) · 
Frankrijk (2018) · 
Japan (2010) · 
Kameroen (2010) · 
Kroatië (2018) · 
Nederland (2010) · 
Nederland (2012) · 
Peru (2018) · 
Portugal (2012) · 
Rusland (2021) · 
Senegal (2002) · 
Tsjechië (2021) · 
Uruguay (2002) · 
Wales (2021)
USSF · A-internationals · Selecties · Bondscoaches · Amerikaans vrouwenelftal · Olympisch elftal · USA -21 · USA -20 · USA -19 · USA -18 · USA -17
1885 – 1919 · 
1920 – 1929 · 
1930 – 1939 · 
1940 – 1949 · 
1950 – 1959 · 
1960 – 1969 · 
1970 – 1979 · 
1980 – 1989 · 
1990 – 1999 · 
2000 – 2009 · 
2010 – 2019 ·
2020 − 2029
CA 1993 · 
CA 1995 · 
CA 2007 · 
CA 2016
CC 1992 · 
CC 1999 · 
CC 2003 · 
CC 2009
WK 1930 · 
WK 1934 · 
WK 1950 · 
WK 1990 · 
WK 1994 · 
WK 1998 · 
WK 2002 · 
WK 2006 · 
WK 2010 · 
WK 2014
OS 1904 · 
OS 1924 · 
OS 1928 · 
OS 1936 · 
OS 1948 · 
OS 1952 · 
OS 1956 · 
OS 1972 · 
OS 1984 · 
OS 1988 · 
OS 1992 · 
OS 1996 · 
OS 2000 · 
OS 2008
Algerije ·
Antigua en Barbuda ·
Argentinië ·
Armenië ·
Australië ·
Azerbeidzjan ·
Barbados ·
België ·
Belize ·
Bermuda ·
Bolivia ·
Bosnië en Herzegovina ·
Brazilië ·
Canada ·
Chili ·
China ·
Colombia ·
Costa Rica ·
Cuba ·
Curaçao ·
Denemarken ·
DDR ·
Duitsland ·
Ecuador ·
Egypte ·
El Salvador ·
Engeland ·
Estland ·
Finland ·
Frankrijk ·
Ghana ·
GOS ·
Grenada ·
Griekenland ·
Guatemala ·
Guyana ·
Haïti ·
Honduras ·
Hongarije ·
Ierland ·
IJsland ·
Iran ·
Israël ·
Italië ·
Ivoorkust ·
Jamaica ·
Japan ·
Joegoslavië ·
Kaaimaneilanden ·
Kameroen ·
Koeweit ·
Letland ·
Liechtenstein ·
Luxemburg ·
Malta ·
Marokko ·
Martinique ·
Mexico ·
Moldavië ·
Nederland ·
Nederlandse Antillen ·
Nicaragua ·
Nieuw-Zeeland ·
Nigeria ·
Noord-Ierland ·
Noord-Korea ·
Noord-Macedonië ·
Noorwegen ·
Oekraïne ·
Oezbekistan ·
Oman ·
Oostenrijk ·
Panama ·
Paraguay ·
Peru ·
Polen ·
Portugal ·
Puerto Rico ·
Qatar ·
Roemenië ·
Rusland ·
Saint Kitts en Nevis ·
Saint Vincent en de Grenadines ·
Saoedi-Arabië ·
Schotland ·
Servië ·
Slovenië ·
Slowakije ·
Sovjet-Unie ·
Spanje ·
Thailand ·
Trinidad en Tobago ·
Tsjechië ·
Tsjecho-Slowakije ·
Tunesië ·
Turkije ·
Uruguay ·
Venezuela ·
Wales ·
Zuid-Afrika ·
Zuid-Korea ·
Zweden ·
Zwitserland
Algerije (2010) ·
België (2014) ·
Brazilië (2009, 2) ·
Duitsland (2014) ·
Engeland (2010) ·
Ghana (2006) · 
Ghana (2014) · 
Italië (2006) · 
Nederland (2022) ·
Portugal (2014) ·
Slovenië (2010) ·
Tsjechië (2006)